# Saga Sapphire
Le Saga Sapphire est un navire de croisière construit en 1981 pour la Hapag-Lloyd sous le nom d’Europa. Rénové et revendu à de nombreuses reprises, il a aussi porté les noms de Superstar Europe, Superstar Aries, Holliday Dream, puis Bleu de France entre 2008 et 2010 (pour la compagnie Croisières de France). Racheté par Saga Cruises (en), il a été remis en service en 2012.

## Histoire

### Europa

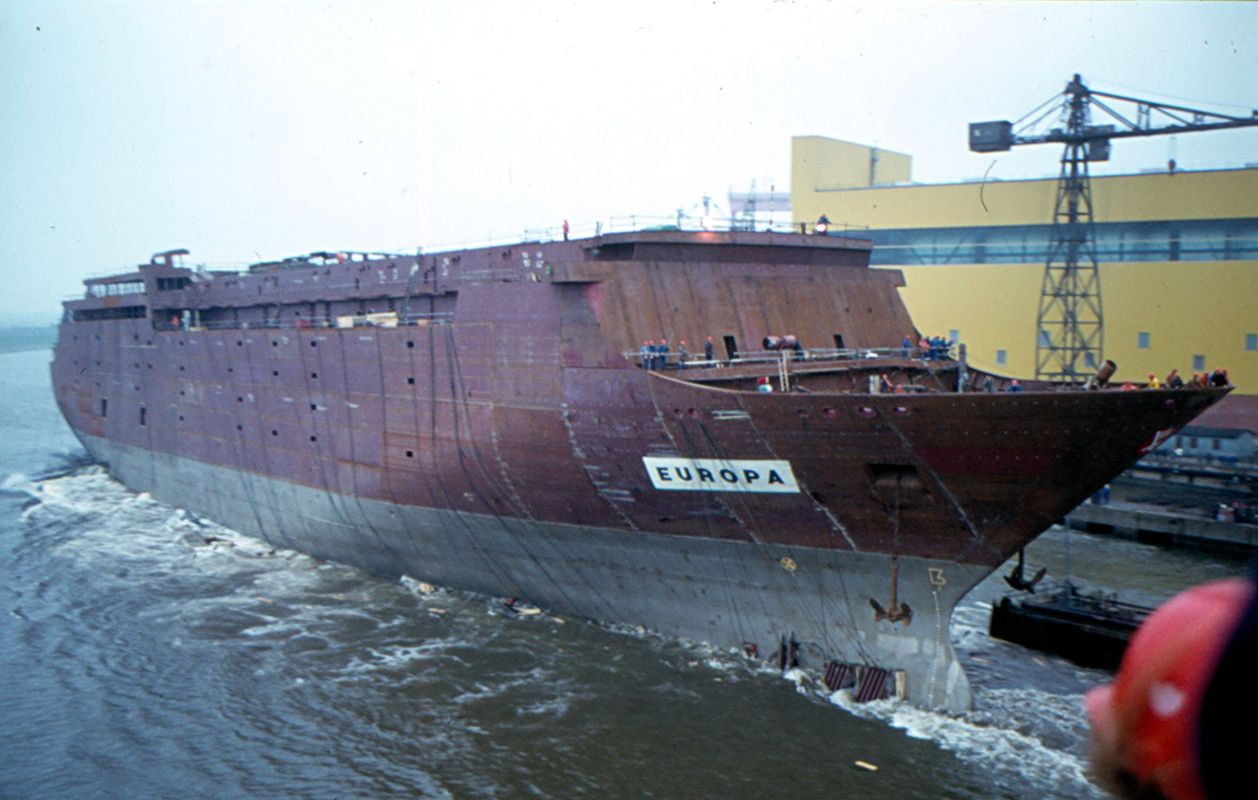
Le lancement de l’Europa le 22 décembre 1980.

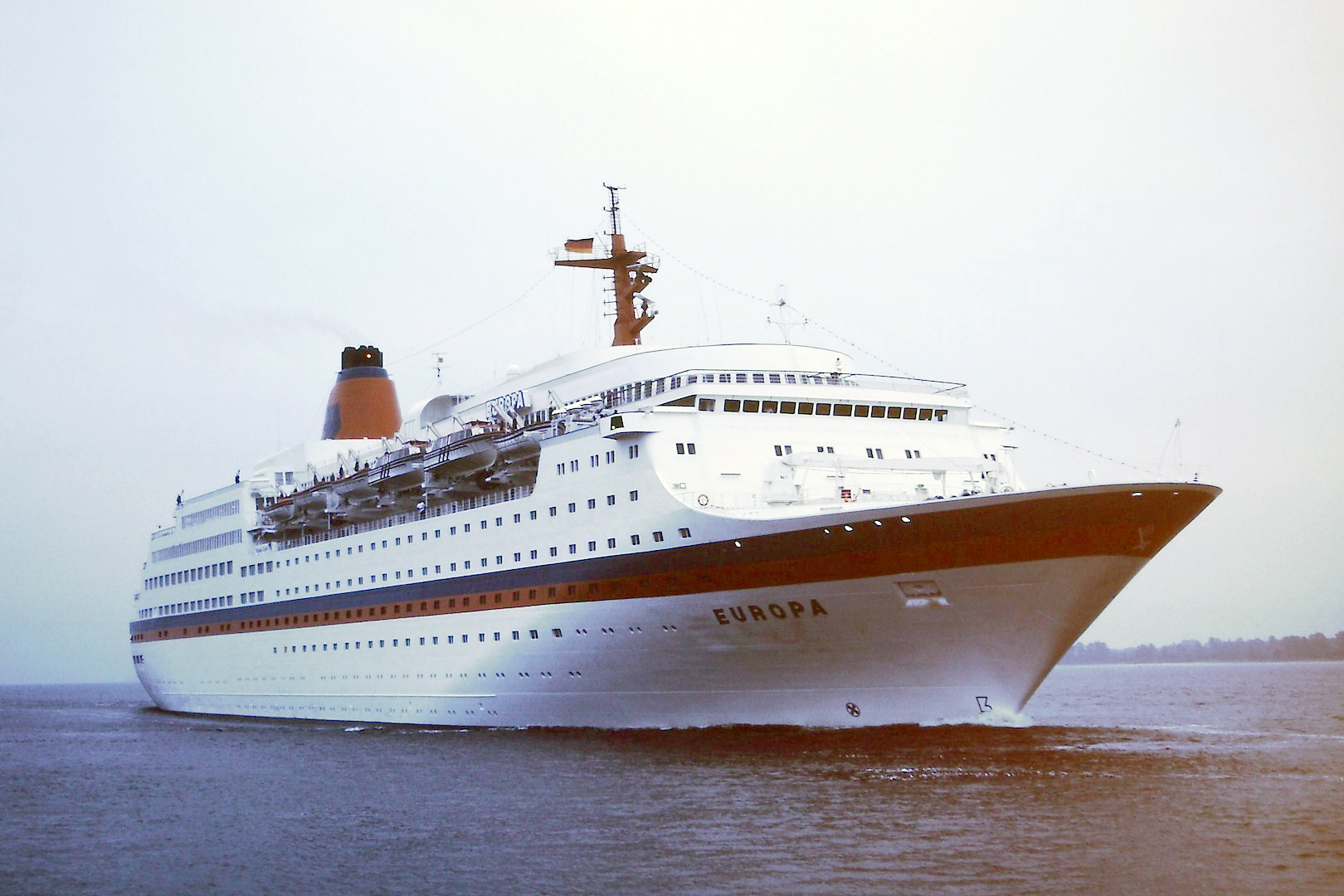
L’Europa à Travemünde en 1985.

L’Europa est un navire de croisière construit en 1980 par les chantiers Bremer Vulkan de Brême pour la compagnie Hapag-Lloyd. Il est lancé le 22 décembre 1980 et mis en service le 8 janvier 1982 en effectuant une croisière entre Gênes et l’Afrique, puis effectue des croisières autour du monde.
Le 30 avril 1992, il heurte le porte-conteneurs Inchon Glory et doit être remorqué jusqu’à Kaohsiung où ses passagers sont débarqués, puis il est réparé à Singapour et reprend du service en juillet 1992.
En avril 1998, il est vendu à la compagnie Star Cruises, mais continue à naviguer sous affrètement pour la Hapag-Lloyd jusqu’en juin 1999.

### Superstar Europe&Superstar Aries
En juillet 1999, il est rebaptisé Superstar Europe et envoyé aux chantiers de Singapour où il est rénové, puis est remis en service en octobre 1999.
En février 2000, il change de nom et devient le Superstar Aries.

### Holiday Dream
En mars 2004, il est vendu à la compagnie Club Vacaciones qui le renomme Holiday Dream.
En juin 2006, il est vendu à la compagnie Pullmantur Cruises.

### Bleu de France

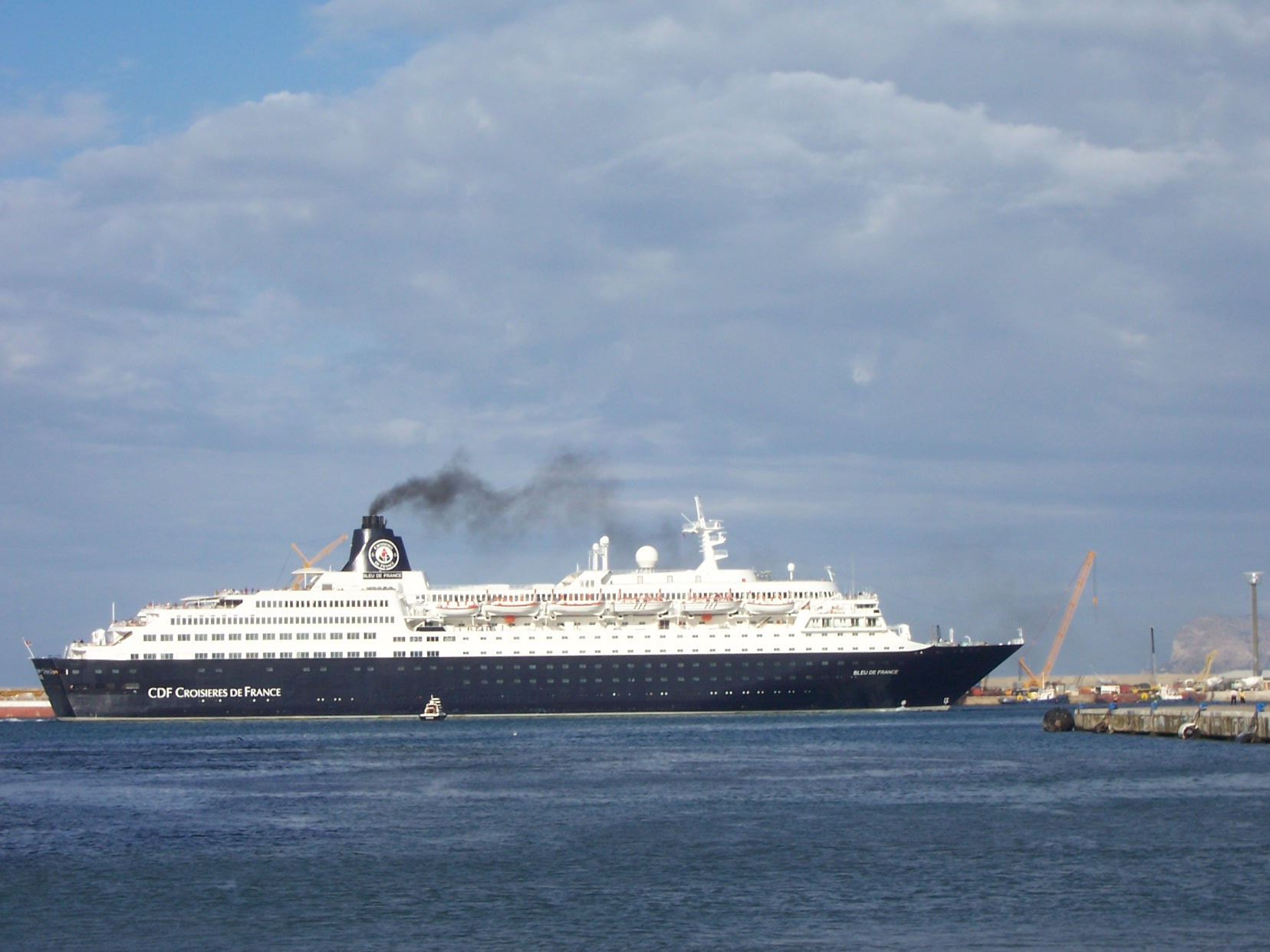
Le Bleu de France à Palerme en juin 2010.

En mai 2008, il est acquis par la société  Croisière de France qui le rebaptise Bleu de France.

### Saga Sapphire
En novembre 2010, il est vendu à la société Saga Cruises (en) et est rénové par les chantiers Fincantieri de Palerme.
Il est remis en service en février 2012 sous le nom de Saga Sapphire.

## Équipements
Il contient 3 piscines (dont une à l’eau de mer), 2 bains à remous, 2 salles de spectacle, un casino, une salle de musculation, un spa, une discothèque, une bibliothèque, un centre médical, 3 restaurants et 4 bars.